# Montblanc (Hérault)
Montblanc é uma comuna francesa na região administrativa de Occitânia, no departamento de Hérault. Estende-se por uma área de 26,94 km². Em 2010 a comuna tinha 2 914 habitantes (densidade: 108,2 hab./km²).